# 瓜亞比托 (聖卡洛斯區)
瓜亞比托（西班牙語：Guayabito），是巴拿馬的城鎮，位於該國中東部，由西巴拿馬省的聖卡洛斯區負責管轄，面積34.1平方公里，海拔高度152米，2010年人口502，人口密度每平方公里14.7人。